# Charles Stuart (1753-1801)
Sir Charles Stuart (Londra, gennaio 1753 – Londra, 25 maggio 1801) è stato un generale scozzese.

## Biografia
Era il quarto figlio di John Stuart, III conte di Bute, e di sua moglie Mary Wortley-Montagu.

## Carriera militare
Intraprese la carriera militare nel 1768, quando si arruolò come guardiamarina nel 37th Regiment of Foot. Divenne tenente del 7th Regiment of Foot (Royal Fusiliers) nel 1770 e capitano del 35th Foot nel 1773. Nell'ottobre di quell'anno divenne maggiore nel 43rd Regiment of Foot e prestò servizio nella Guerra d'indipendenza americana. Nell'ottobre 1777 fu nominato tenente colonnello del 26th Regiment of Foot, che comandò fino al 1779.
Fu promosso colonnello nel 1782, ma le sue critiche e lo sfavore di Giorgio III nei confronti del padre impedirono ulteriori comandi militari. Era stato eletto deputato per Bossiney nel 1776, succedendo al fratello maggiore Lord Mount Stuart, che era stato creato barone Cardiff. Rimase un deputato per il resto della sua vita, ad eccezione degli anni 1794-1796, ma mostrò scarso interesse per la politica. Nel 1792, alla morte del padre, ereditò la tenuta di Highcliffe House nell'Hampshire.
Con l'apertura delle ostilità contro la Francia da parte della Prima Coalizione, tornò in servizio attivo. Il 23 maggio 1794 prese il comando dell'esercito in Corsica e supervisionò la presa di Calvi (l'azione in cui Horatio Nelson perse un occhio). Il colonnello John Moore era all'epoca il suo aiutante generale. Stuart fu promosso tenente generale per questa azione e il 24 ottobre 1794 fu nominato colonnello del 68th Regiment of Foot. Tuttavia, il suo orgoglio e il suo temperamento violento lo portarono a litigare con Lord Hood, al comando della Flotta del Mediterraneo, e con il viceré civile della Corsica, Sir Gilbert Elliot. La sua predilezione per Pasquale Paoli contro Elliot, e altri conflitti, portarono Stuart a dimettersi nel febbraio 1795.

### Difesa del Portogallo
Prese il comando di una forza inviata in Portogallo nel gennaio 1797 per difendere Lisbona, e riuscì notevolmente a instillare disciplina e spirito tra le truppe, che erano composte in parte da soldati stranieri.

### Conquista di Minorca
Nel 1798, fu inviato ad attaccare Minorca con 3.000 uomini. Anche se non attrezzata con macchine d'assedio, ha bluffato con successo e gli spagnoli cedettero l'isola senza perdita di vite umane, un exploit per il quale è stato nominato Cavaliere del Bagno.
Dal 15 novembre 1798 fino al 1800, ha prestato servizio come governatore britannico dell'isola. Nel mese di marzo 1799, ha risposto ad un appello dall'ammiraglio Nelson, e ha portato il 30º e 89º reggimento sotto Col. Blayney a Palermo, da dove sono stati spediti per difendere Messina contro l'invasione francese.

## Matrimonio
Il 19 aprile 1778 sposò Lady Anne Louisa Bertie, figlia del Lord Vere Bertie. Ebbero due figli:
- Charles Stuart, I barone Stuart de Rothesay (2 gennaio 1779-6 novembre 1845)
- John James Stuart (29 agosto 1782-19 marzo 1811), sposò Albinia Sullivan, ebbero un figlio[3][4].

## Morte
Nell'aprile 1800 si dimise da governatore di Minorca e tornò in Inghilterra. Gli fu quindi offerto il posto di comandante in capo, Irlanda, ma morì nella sua casa di Richmond Park il 25 marzo 1801 prima che potesse accettare. Fu sepolto nella tomba di famiglia nella chiesa di San Pietro, Petersham.

## Ascendenza
|                                                |                             |                                                 | Genitori                                |  |  | Nonni |  |  | Bisnonni                      |  |  | Trisnonni                       |  |
|                                                |                             |                                                 |                                         |  |  |       |  |  | James Stuart, I conte di Bute |  |  | sir Dugald Stuart, II baronetto |  |
|                                                |                             |                                                 |                                         |  |  |       |  |  | James Stuart, I conte di Bute |  |  | sir Dugald Stuart, II baronetto |  |
|                                                |                             | Elizabeth Ruthven                               |                                         |  |  |       |  |  | James Stuart, I conte di Bute |  |  |                                 |  |
| James Stuart, II conte di Bute                 |                             |                                                 |                                         |  |  |       |  |  | James Stuart, I conte di Bute |  |  |                                 |  |
|                                                |                             | Agnes Mackenzie                                 | sir George Mackenzie                    |  |  |       |  |  |                               |  |  |                                 |  |
|                                                |                             | Agnes Mackenzie                                 | sir George Mackenzie                    |  |  |       |  |  |                               |  |  |                                 |  |
|                                                |                             | Agnes Mackenzie                                 | Elizabeth Dickson                       |  |  |       |  |  |                               |  |  |                                 |  |
| John Stuart, III conte di Bute                 |                             | Agnes Mackenzie                                 |                                         |  |  |       |  |  |                               |  |  |                                 |  |
|                                                |                             | Archibald Campbell, I duca di Argyll            | Archibald Campbell, IX conte di Argyll  |  |  |       |  |  |                               |  |  |                                 |  |
|                                                |                             | Archibald Campbell, I duca di Argyll            | Archibald Campbell, IX conte di Argyll  |  |  |       |  |  |                               |  |  |                                 |  |
|                                                |                             | Archibald Campbell, I duca di Argyll            | lady Mary Stewart                       |  |  |       |  |  |                               |  |  |                                 |  |
| lady Anne Campbell                             |                             | Archibald Campbell, I duca di Argyll            |                                         |  |  |       |  |  |                               |  |  |                                 |  |
|                                                |                             | Elizabeth Tollemache                            | sir Lionel Tollemache, III baronetto    |  |  |       |  |  |                               |  |  |                                 |  |
|                                                |                             | Elizabeth Tollemache                            | sir Lionel Tollemache, III baronetto    |  |  |       |  |  |                               |  |  |                                 |  |
|                                                |                             | Elizabeth Tollemache                            | Elizabeth Murray, II contessa di Dysart |  |  |       |  |  |                               |  |  |                                 |  |
| lord Charles Stuart                            |                             | Elizabeth Tollemache                            |                                         |  |  |       |  |  |                               |  |  |                                 |  |
|                                                | hon. Sidney Wortley-Montagu | Edward Montagu, I conte di Sandwich             |                                         |  |  |       |  |  |                               |  |  |                                 |  |
|                                                | hon. Sidney Wortley-Montagu | Edward Montagu, I conte di Sandwich             |                                         |  |  |       |  |  |                               |  |  |                                 |  |
|                                                | hon. Sidney Wortley-Montagu | Jemima Crew                                     |                                         |  |  |       |  |  |                               |  |  |                                 |  |
| Edward Wortley-Montagu                         | hon. Sidney Wortley-Montagu |                                                 |                                         |  |  |       |  |  |                               |  |  |                                 |  |
|                                                |                             | Anne Wortley                                    | sir Francis Wortley, II baronetto       |  |  |       |  |  |                               |  |  |                                 |  |
|                                                |                             | Anne Wortley                                    | sir Francis Wortley, II baronetto       |  |  |       |  |  |                               |  |  |                                 |  |
|                                                |                             | Anne Wortley                                    | Frances Faunte                          |  |  |       |  |  |                               |  |  |                                 |  |
| Mary Wortley-Montagu, I baronessa Mount Stuart |                             | Anne Wortley                                    |                                         |  |  |       |  |  |                               |  |  |                                 |  |
|                                                |                             | Evelyn Pierrepont, I duca di Kingston-upon-Hull | Robert Pierrepont                       |  |  |       |  |  |                               |  |  |                                 |  |
|                                                |                             | Evelyn Pierrepont, I duca di Kingston-upon-Hull | Robert Pierrepont                       |  |  |       |  |  |                               |  |  |                                 |  |
|                                                |                             | Evelyn Pierrepont, I duca di Kingston-upon-Hull | Elizabeth Evelyn                        |  |  |       |  |  |                               |  |  |                                 |  |
| lady Mary Pierrepont                           |                             | Evelyn Pierrepont, I duca di Kingston-upon-Hull |                                         |  |  |       |  |  |                               |  |  |                                 |  |
|                                                |                             | lady Mary Feilding                              | William Feilding, III conte di Denbigh  |  |  |       |  |  |                               |  |  |                                 |  |
|                                                |                             | lady Mary Feilding                              | William Feilding, III conte di Denbigh  |  |  |       |  |  |                               |  |  |                                 |  |
|                                                |                             | lady Mary Feilding                              | Mary King                               |  |  |       |  |  |                               |  |  |                                 |  |
|                                                |                             | lady Mary Feilding                              |                                         |  |  |       |  |  |                               |  |  |                                 |  |